# Stella Polare
Die Stella Polare (auch: Stella Polaris, deutsch Polarstern) war ein zur Erkundung der Arktis in den Jahren 1899/1900 verwendetes Expeditionsschiff. Es war 1881 als Jason gebaut und von Fridtjof Nansen und Carl Anton Larsen für Fahrten in die Polargebiete genutzt worden.

## Expeditionsverlauf

Die vom Eis eingeschlossene Stella Polare

Am 12. Juni 1899 brach der italienische Marineoffizier und Forschungsreisende Luigi Amadeo von Savoyen, Herzog der Abruzzen, mit seinen Gefährten, Kapitänleutnant Umberto Cagni und Graf Francesco Querini, mit einer aus Italienern und Norwegern gebildeten Expedition auf der Stella Polare von Kristiania auf, um den Nordpol zu erkunden. Am 30. Juni trafen die Männer in Archangelsk ein, wo die für die Schlittenexpeditionen bestimmten Hunde an Bord genommen wurden.
Von hier aus begann dann am 12. Juli die eigentliche Polarfahrt. Nach dem vom Herzog von Savoyen entworfenen Plan sollte die Stella Polare versuchen, entlang der westlichen Inseln des Kaiser-Franz-Josef-Archipels so weit wie möglich nordwärts vorzustoßen. Von einem sicheren Ankerplatz aus wollte man im Herbst und Frühjahr Schlittenexpeditionen starten, zunächst um Lebensmittel in die nördlichen Gegenden zu schaffen, dann um zu versuchen, in drei Etappen zum Pol zu gelangen. Als Minimalziel wurde die Erreichung und Überschreitung des 87. Breitengrades ins Auge gefasst.

Expeditionsroute

In leidlich guter Fahrt – unterwegs begegnete man der Capella mit den Mitgliedern der Wellman-Expedition an Bord – gelangte das Forschungsschiff nach Kronprinz-Rudolf-Land, der nördlichsten Insel des Archipels. Nach einem sehr harten Winter brach die Expedition endlich am 21. Februar 1900 in drei Gruppen in Richtung Norden auf. Die erste Gruppe, unter der Leitung des Schiffsarztes Dr. Cavalli sollte nach 15 Tagen, die zweite unter der Führung des Grafen Querini nach 30, und die dritte, unter dem Kommando von Umberto Cagni, nach 45 Tagen des Vordringens wieder den Rückmarsch antreten.
Der Leiter der Expedition, Prinz Luigi Amadeo beteiligte sich nicht an den kommenden Märschen, ihm verbot eine Amputationswunde an der Hand eine Beteiligung. Einsetzende Schneestürme zwangen die Expedition aber schon nach zwei Tagen zur Umkehr. Nachdem sich das Wetter gebessert hatte, wurde am 11. März ein zweiter Versuch unternommen, der den Grafen Querini und seine Männer, welche auf dem Rückmarsch zum Basislager vom Weg abkamen und sich in der Schnee- und Eiswüste verirrten, das Leben kostete.
Eine Woche nach dem Grafen trat die vom Schiffsarzt Dr. Cavalli geführte zweite Gruppe – obwohl sie über den 83. Breitengrad nicht hinausgekommen war – den Rückzug an, während Kapitänleutnant Umberto Cagni mit seinen Begleitern, den Bergführern Petigar und Fenvillet und dem Matrosen Canepa mit ihren Hunden, weiter polwärts vordrangen. Am 23. April überschritt diese Gruppe den 86. Breitengrad. Ohne das Ziel – den 87. Breitengrad zu überschreiten – erreicht zu haben hisste Umberto Cagni zwei Tage später auf einer Breite von 86° 34’ die italienische Nationalflagge, dann machte er sich mit seinen Gefährten auf den beschwerlichen, 500 km langen Rückweg zur Stella Polare, wo sie am 23. Juni halb erfroren und fast erblindet eintrafen.
Nachdem man das das Schiff einschließende Eis mittels Schießbaumwolle gesprengt hatte, trat die nun wieder vereinte Mannschaft am 16. August die Heimfahrt an und traf ohne besondere Hindernisse am 6. September in Tromsø ein.
Die Leistung, die das Expeditionsteam der Stella Polare erbracht hatte, war zu jener Zeit einzigartig. Cagni und seine Männer waren nicht nur so weit nördlich wie niemand vor ihnen gelangt, sondern sie hatten auch Nansens Marschleistung um fast das Doppelte geschlagen. Nansen war dem Pol 1896 mit seiner Fram auf 418 km nahegekommen, Cagni aber auf 383 km. Andererseits stand aber auch fest, dass man trotz der für diese Verhältnisse gewaltigen Fußmärsche von 18 Kilometern pro Tag auf diesem Wege und mit diesen Mitteln nicht zum Pol gelangen konnte.